# Sho Uchida
Sho Uchida –en japonés, 内田翔, Uchida Sho– (Takasaki, 28 de septiembre de 1987) es un deportista japonés que compitió en natación.
Ganó una medalla de plata en el Campeonato Pan-Pacífico de Natación de 2010, en la prueba de 4 × 200 m libre. Participó en los Juegos Olímpicos de Pekín 2008, ocupando el séptimo lugar en la misma prueba.

## Palmarés internacional
| Campeonato Pan-Pacífico | Campeonato Pan-Pacífico | Campeonato Pan-Pacífico | Campeonato Pan-Pacífico |
| Año                     | Lugar                   | Medalla                 | Prueba                  |
| ----------------------- | ----------------------- | ----------------------- | ----------------------- |
| 2010                    | Irvine (Estados Unidos) | Medalla de plata        | 4 × 200 m libre         |